# Xylaria coremiifera
Xylaria coremiifera är en svampart som beskrevs av J.D. Rogers & Y.M. Ju 2004. Xylaria coremiifera ingår i släktet Xylaria och familjen kolkärnsvampar.   Inga underarter finns listade i Catalogue of Life.